# البطاريات في الفضاء

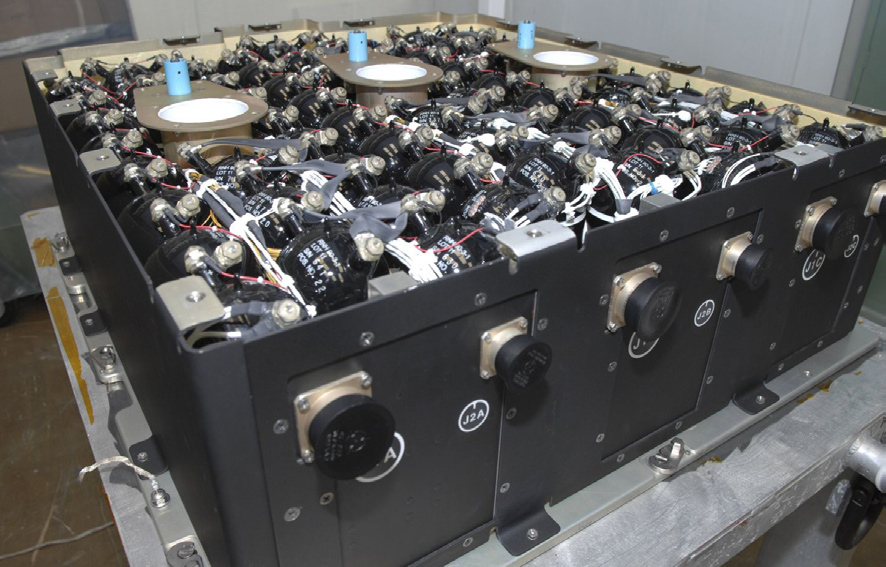
بطاريات النيكل والهيدروجين لـ تلسكوب هابل الفضائي

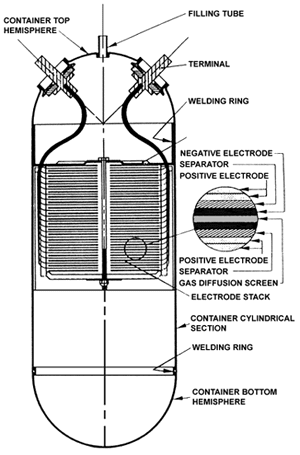
رسم تخطيطي للترتيب الداخلي للبطارية القابلة لإعادة الشحن بالنيكل والهيدروجين.

البطاريات في الفضاء تستخدم البطاريات على متن مركبة فضائية كوسيلة لتخزين الطاقة. تحتوي البطاريات الأساسية على جميع طاقاتها القابلة للاستخدام عند تجميعها ولا يمكن تفريغها. يمكن إعادة شحن البطاريات الثانوية من مصدر طاقة آخر، مثل الألواح الشمسية، ويمكن أن توفر الطاقة خلال فترات عندما تكون المركبة الفضائية بعيدة عن أشعة الشمس المباشرة. البطاريات تولد التيار الكهربائي من التفاعل الكيميائي.

## الفكرة
يجب أن تكون بطاريات المركبة الفضائية مختومة للعمل. يجب أن تصمد أمام تسارع الإطلاق والاهتزاز أثناء بلوغ المدار. يجب أن تكون قادرة على العمل على نطاق درجة حرارة واسعة، ويجب ألا تنبعث منها غازات من شأنها تتآكل مركبة الفضاء، أو تغيير مسارها أو تلوث الأدوات أو أنظمة دعم الحياة.
يجب أن تقاوم بطاريات المركبات التي تدور حول الأرض مستوى الإشعاعات المؤينة المرتفعة فوق درع الغلاف الجوي للأرض. تتطلب الأقمار الصناعية، مثل أقمار الاتصالات، أنظمة للبطاريات يمكنها تحمل الآلاف من دورات الشحن والتفريغ على مدار العمر المقصود للقمر الصناعي.

## الإستخدامات
تستخدم البطاريات الأساسية في مهام قصيرة المدة نسبيًا. كان للأقمار الصناعية المبكرة عمر تصميمي لا يتجاوز بضعة أسابيع أو أشهر، ويمكن أن تحمل بطاريات أولية كافية لتوفير عمر الخدمة المطلوب. تتطلب المهام ذات المدة الأطول نظامًا قابلاً لإعادة الشحن، حيث يمكن للخلايا الشمسية أو مولد النظائر المشعة توفير الطاقة لإعادة شحن البطارية. سيتم تظليل قمر صناعي بالقرب من الأرض لمدة نصف كل مدار، وبالتالي يتطلب بطاريات للحفاظ على التشغيل. حتى الأقمار الصناعية الموجودة في مدار متزامن مع الأرض تواجه «فترات كسوف» منتظمة متفاوتة المدة. تتطلب المركبات مثل بعثات القمر المأهولة ومكوك الفضاء قوة أكبر مما يمكن توفيره بواسطة البطاريات أو الألواح الشمسية، وبالتالي اعتمدت على خلايا وقود الهيدروجين لتوفير عدة كيلوواط من الطاقة لمئات الساعات.

## البطاريات الإحتياطية
البطارية الاحتياطية هي بطارية أساسية تحافظ على فصل المواد الكيميائية المتفاعلة إلى حين الحاجة. يعمل ذلك على تحسين عمر الاستعداد للبطارية، حيث لا يمكن حدوث تفاعلات جانبية إذا تم فصل المنحل بالكهرباء والأقطاب الكهربائية.
في شكل آخر يتم تسخين المنحل بالكهرباء ليصبح موصلًا أثناء التشغيل. قد يكون لهذه البطاريات فترات خدمة قصيرة، ولكنها موثوقة للغاية بعد التخزين الممتد. يتم استخدامها في الصواريخ التي لديها وقت انتظار طويل، أو في مجسات الفضاء التي تتطلب الطاقة أثناء الهبوط على كوكب.